# IC 4107
IC 4107 ist eine elliptische Zwerggalaxie vom Hubble-Typ dE im Sternbild Coma Berenices am Nordsternhimmel. Sie ist schätzungsweise 4,5 Milliarden Lichtjahre von der Milchstraße entfernt.
Das Objekt wurde am 27. Januar 1904 vom deutschen Astronomen Max Wolf entdeckt.